# Eburiini
Los eburiínos (Eburiini) son una tribu de coleópteros crisomeloideos de la familia Cerambycidae.

## Géneros
Tiene los siguientes géneros:
- Beraba - Cupanoscelis - Dioridium - Eburella - Eburia - Eburiaca - Eburodacrys - Eburodacrystola - Eburostola - Erosida - Neoeburia - Opades - Pantomallus - Pronuba - Quiacaua - Solangella - Styliceps - Susuacanga - Tumiditarsus - Uncieburia - Volxemia